# Magda Aelvoet
Magdalena (Magda) Godelieve Hilda Aelvoet (Steenokkerzeel, 4 april 1944) is een Belgische voormalige politica voor Agalev en Groen.

## Levensloop
Magda Aelvoet behaalde in 1964 een kandidatuur in de Germaanse filologie en in 1967 een licentie in de politieke en sociale wetenschappen aan de Katholieke Universiteit Leuven. Tussen 1968 en 1985 werkte zij als stafmedewerker voor vier ngo's voor ontwikkelingssamenwerking, Misereor, Coopibo, Wereldverbond van de Arbeid en Broederlijk Delen.
In 1979 trad Aelvoet toe tot de net opgerichte partij Agalev. Ze was de grondlegger van de Agalev-afdeling in Leuven en was van 1982 tot 1985 lid van het Uitvoerend Comité van de partij.

### Parlementslid
Van november 1985 tot november 1991 zetelde Aelvoet voor Agalev als provinciaal senator voor de provincie Antwerpen in de Senaat. Vervolgens zetelde ze van november 1991 tot juli 1994 voor het arrondissement Leuven in de Kamer van volksvertegenwoordigers. In de periode januari 1992-juli 1994 had ze als gevolg van het toen bestaande dubbelmandaat ook zitting in de Vlaamse Raad. De Vlaamse Raad was vanaf 21 oktober 1980 de opvolger van de Cultuurraad voor de Nederlandse Cultuurgemeenschap, die op 7 december 1971 werd geïnstalleerd, en was de voorloper van het huidige Vlaams Parlement. Aelvoet leidde de Agalev-delegatie bij de onderhandelingen over het Sint-Michielsakkoord in 1992-1993, dat België omvormde tot een volwaardige federale staat. Als eerbetuiging hiervoor werd zij op 30 januari 1995 benoemd tot minister van Staat.
Van juli 1994 tot juli 1999 zetelde Aelvoet voor Agalev in het Europees Parlement. Ze was er actief als lid van de commissie buitenlandse zaken, veiligheids- en defensiebeleid en was van 1994 tot 1997 ondervoorzitter en nadien van 1997 tot 1999 voorzitter van de fractie van De Groenen in het Europees Parlement.
Bij de tweede rechtstreekse verkiezingen voor het Vlaams Parlement van 13 juni 1999 werd ze verkozen in de kieskring Leuven. Ze was net geen maand Vlaams volksvertegenwoordiger toen ze op 12 juli 1999 de overstap maakte naar de federale regering.

### Minister
Aelvoet was van juli 1999 tot augustus 2002 minister van Volksgezondheid, Leefmilieu en Consumentenzaken in de regering-Verhofstadt I. In die functie lag ze aan de basis van de oprichting van het Federaal Agentschap voor de Veiligheid van de Voedselketen (FAVV), dat diende te waken over voedselveiligheid en -kwaliteit. In augustus 2002 stapte ze vervroegd op uit onvrede met de omstreden Belgische wapenleveringen aan Nepal, waarmee het kernkabinet een maand eerder had ingestemd. Ze werd als minister opgevolgd door partijgenoot Jef Tavernier.
Bij de federale verkiezingen van mei 2003 voerde Aelvoet de Agalev-lijst aan in de kieskring Leuven. Door de dramatische verkiezingsnederlaag van haar partij, die al haar zetels verloor, raakte ze niet verkozen.

### Lokale politiek
Aelvoet duwde de Leuvense Groen!-lijst bij de gemeenteraadsverkiezingen van oktober 2006 en werd gemeenteraadslid, maar stopte in september 2008 met deze functie.
Bij de provincieraadsverkiezingen van oktober 2012 stond ze weer op een lijst. Ze kreeg de achtste plaats op de Groen-lijst voor het provinciedistrict Leuven. Ook voor de Leuvense gemeenteraad stond ze op de lijst. Voor de provincie werd ze niet verkozen, voor de stad wel. Ze besloot echter niet te zetelen.
Bij de gemeenteraadsverkiezingen van oktober 2018 werd Aelvoet opnieuw verkozen, zowel in de Leuvense gemeenteraad als in de Vlaams-Brabantse provincieraad. Ze besloot niet te zetelen als provincieraadslid, maar werd in januari 2019 wel gemeenteraadslid van Leuven. Ze bleef gemeenteraadslid tot oktober 2019, waarna ze ontslag nam, naar eigen zeggen om plaats te maken voor jong politiek talent. Ze bleef wel tot in 2023 ondervoorzitter van de sociale huisvestingsmaatschappij Dijledal, een functie die ze vanaf 2019 bekleedde.

### Varia
Van 2003 tot 2005 maakte zij deel uit van een Europese Ronde Tafel van twaalf 'wijzen' die in opdracht van Europees Commissievoorzitter Romano Prodi een project voor de Europese Unie in de 21e eeuw uitwerkte.
Van 2008 tot 2013 was Aelvoet lid van de raad van bestuur van de Koning Boudewijnstichting en van 2007 tot 2011 was zij voorzitter van de multidisciplinaire werkgroep over dementie van deze stichting.
In 2013 werd Aelvoet door de regering-Di Rupo benoemd als voorzitster van de Federale Raad voor Duurzame Ontwikkeling. Ze volgde er Philippe Maystadt op. Ze bleef de functie uitoefenen tot in 2017. 

## Onderscheidingen
- België: commandeur in de Leopoldsorde (KB 11 mei 2003[18])
- België: minister van Staat (1995)